# Novus ordo seclorum
Novus ordo seclorum (лат.) — дословно означает «новый порядок веков».

Обратная сторона Большой печати США

Эти слова являются намёком на 5 и 4 эклоги поэта Вергилия Марона Публия (Publius Vergilius Maro): Magnus ab integro saeclorum nascitur ordo — «Сызнова ныне времен зачинается строй величавый». Чарлз Томсон, создатель государственной печати США, когда-то написал, что эти слова особенно чётко описывают все начинания новой эры США.
Это один из двух девизов, находящихся на обратной стороне Большой печати США (первый девиз — Annuit cœptis, буквально переводится как «одобрил начинания»). Впервые эти слова были опубликованы в качестве девиза в 1782 году. Также оборотная сторона Большой печати США с этим девизом с 1935 года изображается на однодолларовых банкнотах. Приверженцами теории заговоров фраза Novus ordo seclorum переводится как «Новый мировой порядок».

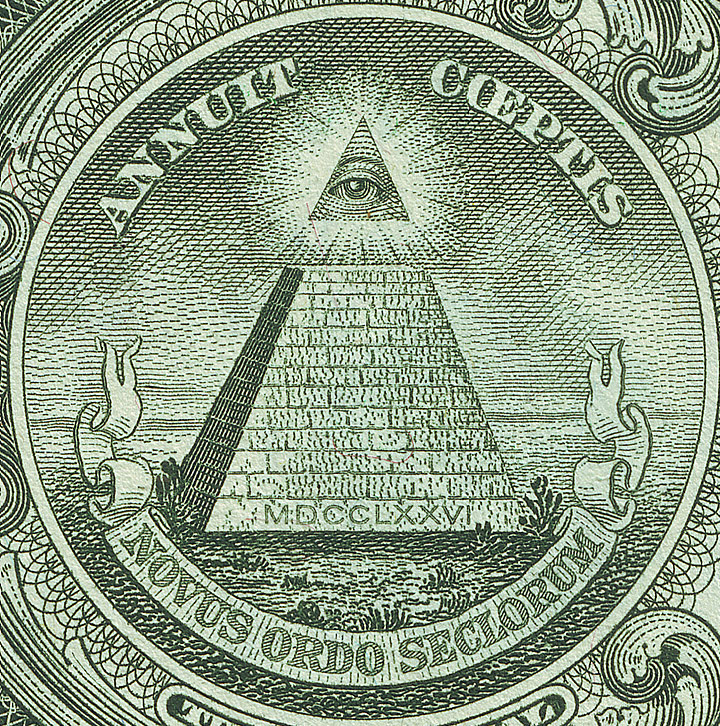
Всевидящее око на однодолларовой банкноте — по мнению конспирологов, символизирует заговор масонов в ФРС